# カレン・パキン
カレン・パキン（Karen Paquin、1987年8月3日 - ）は、カナダの女子ラグビー選手。

## プロフィール
- カナダ・ケベック・シティー出身[1]。
- ポジションはフランカー(FL)。
- 身長 172cm、体重 68kg
- ワールドカップ2014・2017のカナダ代表に選ばれた[2]。

## 略歴
2016年、リオ五輪の7人制女子カナダ代表に選ばれて銅メダルを獲得。
そして2021年、東京五輪の7人制女子カナダ代表に選ばれた。
翌2022年、ラグビーワールドカップ2021のカナダ代表に選ばれた。

## 受賞歴
- ワールドラグビー女子15人制ドリームチーム:2021年[6]